# Lamiomimus
Lamiomimus is een kevergeslacht uit de familie van de boktorren (Cerambycidae). De wetenschappelijke naam van het geslacht werd voor het eerst geldig gepubliceerd in 1886 door Kolbe.

## Soorten
Lamiomimus omvat de volgende soorten:
- Lamiomimus chinensis Breuning, 1936
- Lamiomimus gottschei Kolbe, 1886